# Bellegra
Bellegra település Olaszországban, Lazio régióban, Róma megyében. Lakosainak száma 2649 fő (2023. január 1.). Bellegra Affile, Gerano, Olevano Romano, Pisoniano, Rocca Santo Stefano, Roiate és San Vito Romano községekkel határos.

## Népesség
A település népességének változása:
| Lakosok száma | 2846 | 2841 | 2649 |
|               | 2017 | 2018 | 2023 |